# Tom Ainsley
Tom Ainsley (Scarborough, 19 december 1991) is een Brits acteur. Hij werd bekend door zijn gastoptredens in The Royals en Versailles, waarna hij zijn eerste hoofdrol kreeg in de serie How I Met Your Father. Daarnaast is hij ook actief in het theater.

## Filmografie
- Doctors (2014) als Johan Rose (1 aflevering)
- Playhouse Presents (2014) als AJ (1 aflevering)
- Gallery Girl (2014) als Mike (kortfilm)
- The Royals (2015) als Nick Roane (4 afleveringen)
- Versailles (2015) als Benoît (3 afleveringen)
- Jarhead 3: The Siege als Hansen
- Holby City (2016) als Ben Harris (1 aflevering)
- Hurt (2017) als Jack (kortfilm)
- Serpent (2017) als Adam Kealey
- Boots on the Ground (2017) als Pawlo
- Safe Inside (2019) als Tom
- How I Met Your Father (2022-heden) als Charlie